# Partido Demócrata de Córdoba
El Partido Demócrata de Córdoba es una fuerza política argentina de tendencia conservadora liberal, siendo la delegación del Partido Demócrata en aquella provincia. Fue fundada originalmente en 1913 y acaparó los votos antirradicales hasta la aparición del justicialismo.

## Historia
La aparición de la Ley Sáenz Peña generó sentimientos encontrados en el conservadurismo de Córdoba, que a nivel nacional perdería el gobierno a manos del radicalismo en 1916.
En el partido conservador cordobés (que recibía el nombre de Partido Constitucional) se evidenciaron dos facciones: la del entonces gobernador Félix T. Garzón que se oponía a una renovación de la fuerza política y la encabezada por Ramón J. Cárcano, quien propiciaba la modernización del partido. Este último sector se impuso en la convención constituyente de 1912 que incorporó a la constitución provincial los conceptos de la Ley Sáenz Peña, la cual fue presidida por Cárcano.
De cara a los comicios para gobernador en noviembre de 1912, el conservadurismo buscó la unificación, la cual se produjo bajo el nombre de Concentración Popular, impulsando la candidatura de Cárcano, quien resultó vencedor.
La Concentración Popular, predecesora del Partido Demócrata, encarnó el pensamiento modernista de la época. El 9 de diciembre de 1913 quedó formado el Partido Demócrata, el cual en las elecciones de 1915 fue derrotado por el radicalismo. En aquella oportunidad en candidato fue Juan F. Cafferatta.
Tras una malograda administración radical, en 1919 los demócratas vuelven al poder: Rafael Núñez asume la gobernación y tras su renuncia, lo sucede Gerónimo P. del Barco. En 1922 (con la abstención de la UCR) Julio A. Roca (h), también demócrata, es electo gobernador.
En 1925 Ramón J. Cárcano vuelve a la gobernación, habiendo derrotado a los candidatos de la UCR personalista y la antipersonalista; asimismo, el Partido Demócrata no tuvo mayoría en la legislatura cordobesa. Tres años después Julio A. Roca (h) es vencido por el radicalismo.
Roca, siendo presidente del partido, convocó a los partidos conservadores provinciales en abril de 1927, dando lugar a la llamada Confederación de las Derechas. Si bien no se formó un partido a nivel nacional, se acordó apoyar al candidato radical antipersonalista en los comicios nacionales de 1928 con el objetivo de impedir el retorno de Hipólito Yrigoyen a la presidencia.
Por entonces, Emilio F. Olmos, demócrata, era intendente de Córdoba, cargo al que renunció para presidir el partido.
Luego del golpe de Estado de 1930, el Partido Demócrata no apoyó la administración de Carlos Ibarguren, quien había sido designado por José F. Uriburu al frente de la provincia. El gobierno de facto convocó a elecciones, en las cuales se impuso Olmos. Este renunció a poco de asumir debido a problemas de salud, y lo reemplazó el vicegobernador Pedro J. Frías, último mandatario demócrata, quien resistió las presiones de fraude en los comicios de 1935.
En el marco de la llamada “década infame”, los políticos del Partido Demócrata no recurrieron a prácticas fraudulentas para llegar al poder. En 1935 el candidato fue José Aguirre Cámara, quien se destacó como orador durante la campaña electoral. Este no contó con el respaldo total del partido, dado que a él se oponía el arco más conservador.
Con el surgimiento del peronismo, Ramón J. Cárcano impulsó el acercamiento, mientras Aguirre Cámara encabezaba el sector más reacio a la nueva fuerza. Muchos dirigentes demócratas migraron al peronismo, perdiendo el partido gran parte de su fuerza electoral, a tal punto que en 1949 sólo ocupaba dos bancas en la legislatura.

## La nueva etapa de la democracia
En 1985 se fusionó con el Partido de Centro para dar origen a la Unión Demócrata de Centro (actual UCeDé de Córdoba). 
En ese sentido, desde 1999 hasta marzo del 2019 integró la alianza Unión por Córdoba, ganadora de las elecciones para gobernador de aquel año y las de 2003, 2007 y 2011.
El 10 de marzo de 2012 integra la Confederación Demócrata Federal, un intento previo a la reunificación de los partidos Demócratas que integraron en el pasado el Partido Demócrata Nacional y cuya estructura se asemejaría a la Federación Nacional de Partidos de Centro.
El 25 de mayo de 2019, junto a los Partidos Demócratas de la Capital Federal, de Buenos Aires (ex PADECO), de Mendoza, de San Luis (ex PDL) y de Chaco (ex PPR) constituyen el Partido Demócrata a nivel nacional, reconstituyendo espiritualmente al Partido Demócrata Nacional.
En 2022 sello una alianza con el diputado Nacional Javier Milei Para formar parte de La Libertad Avanza y el entonces presidente del partido Rodolfo Eiben que tenía intenciones de competir por la gobernación.
El 15 de septiembre asumen formalmente las autoridades del partido, poniendo fin a la intervención partidaria que comenzó en septiembre de 2021 y normalizando el partido ante la justicia electoral federal. Rodolfo Eiben asume como presidente.
El presidente del partido, Rodolfo Eiben se presentó como candidato a gobernador de Córdoba acompañado por Gabriel Bornoroni en las Elecciones provinciales de Córdoba de 2023 en alianza con el Movimiento de Integración y Desarrollo en una alianza llamada Frente Liberal Demócrata Desarrollista saliendo noveno con el 0,53%. Está era la primera vez que el Partido Demócrata se presentaba desde 1995.
Luego de la elección a gobernador, el Partido Demócrata de Córdoba pasa a formar parte de la alianza La Libertad Avanza junto al Movimiento de Integración y Desarrollo (MID) y Celeste y Blanca. Consiguiendo el triunfo el 13 de agosto de 2023 en las elecciones primarias de Argentina con la fórmula Javier Milei – Victoria Villarruel con el 33.62% de los votos en la provincia de córdoba.
En las elecciones generales del de octubre del 2023, la alianza obtuvo el triunfo en la provincia de córdoba con el 33,55% de los votos. Logrando de esta manera aportar un caudal de votos importante para que la fórmula Javier Milei - Victoria Villarruel logren el segundo lugar en las elecciones nacionales y el pasaje al Balotaje. Este resultado en córdoba permite la obtención de 3 bancas de Diputados Nacionales y una banca al ParlaSur.
Ya en la elección de segunda vuelta, La Libertad Avanza logra en la provincia de Córdoba un triunfo arrollador e histórico con el 74,05% de los votos aportando el caudal de votos suficientes para lograr el triunfo a nivel nacional de la fórmula Milei – Villarruel.
En la actualidad, el trabajo realizado por el equipo de trabajo del Partido Demócrata de Córdoba sigue consolidando el crecimiento en todo el territorio provincial. Instalando figuras y referentes de renombre en toda la provincia de Córdoba.

## Gobernadores de Córdoba pertenecientes al Partido Demócrata
| Retrato | Gobernador                   | Inicio                  | Fin                     | Elección | Notas                                                                   | Vicegobernador      |
| ------- | ---------------------------- | ----------------------- | ----------------------- | -------- | ----------------------------------------------------------------------- | ------------------- |
|         | Ramón José Cárcano           | 17 de mayo de 1913      | 17 de mayo de 1916      | 1912     |                                                                         | Félix Garzón Maceda |
|         | Rafael Núñez                 | 17 de mayo de 1919      | 25 de noviembre de 1921 | 1918     | Renunció para ser candidato a vicepresidente.                           | Jerónimo Del Barco  |
|         | Jerónimo Del Barco           | 25 de noviembre de 1921 | 17 de mayo de 1922      | 1918     | Vicegobernador, asumió el cargo después de la renuncia de Rafael Núñez. |                     |
|         | Julio Argentino Pascual Roca | 17 de mayo de 1922      | 17 de mayo de 1925      | 1921     | —                                                                       | Félix de Sarria     |
|         | Ramón José Cárcano           | 17 de mayo de 1925      | 17 de mayo de 1928      | 1925     | —                                                                       | Manuel Paz          |
|         | Emilio F. Olmos              | 18 de febrero de 1932   | 29 de abril de 1932     | 1931     | Murió en el cargo.                                                      | Pedro José Frias    |
|         | Pedro José Frias             | 29 de abril de 1932     | 18 de febrero de 1936   | 1931     | Vicegobernador, asumió el cargo después de la muerte de Emilio Olmos.   | Vacante             |
|         | Julio Torres                 | 18 de febrero de 1936   | 10 de marzo de 1936     | —        | Presidente provisional del Senado como Gobernador interino. Renunció.   | Vacante             |
|         | Luis Funes                   | 10 de marzo de 1936     | 17 de mayo de 1936      | —        | Presidente provisional del Senado como Gobernador interino.             | Vacante             |

## Representantes

### Parlamentarios Mercosur
| Parlamentarios Electos | Parlamentarios Electos | Parlamentarios Electos | Parlamentarios Electos | Parlamentarios Electos | Parlamentarios Electos | Parlamentarios Electos | Parlamentarios Electos |
| Alianza política       | Alianza política       | Retrato                | Nombre                 | Nombre                 | Distrito               | Mandato                | Mandato                |
| Alianza política       | Alianza política       | Retrato                | Nombre                 | Nombre                 | Distrito               | Inicio                 | Fin                    |
| ---------------------- | ---------------------- | ---------------------- | ---------------------- | ---------------------- | ---------------------- | ---------------------- | ---------------------- |
|                        | La Libertad Avanza     |                        | Rodolfo Eiben          | Rodolfo Eiben          | Córdoba                | 2023                   | 2027                   |

### Concejales y Tribunos de Cuenta en Córdoba
| Concejales y Tribunos de Cuentas | Concejales y Tribunos de Cuentas | Concejales y Tribunos de Cuentas | Concejales y Tribunos de Cuentas | Concejales y Tribunos de Cuentas | Concejales y Tribunos de Cuentas | Concejales y Tribunos de Cuentas | Concejales y Tribunos de Cuentas | Concejales y Tribunos de Cuentas | Concejales y Tribunos de Cuentas |
| Alianza Política                 | Retrato                          | Nombre                           | Distrito                         | Circuito                         | Cargo                            | Mandato                          | Mandato                          | Retrato                          | Candidato a Intendente           |
| Alianza Política                 | Retrato                          | Nombre                           | Distrito                         | Circuito                         | Cargo                            | Inicio                           | Fin                              | Retrato                          | Candidato a Intendente           |
| -------------------------------- | -------------------------------- | -------------------------------- | -------------------------------- | -------------------------------- | -------------------------------- | -------------------------------- | -------------------------------- | -------------------------------- | -------------------------------- |
| Somos Laboulaye (PD + MID)       |                                  | Diego Etcheverry                 | Córdoba                          | Laboulaye                        | Concejal                         | 2023                             | 2027                             |                                  | Maximiliano Camusso              |
| Somos Laboulaye (PD + MID)       |                                  | Matías Nicolás Trobatto          | Córdoba                          | Laboulaye                        | Concejal                         | 2023                             | 2027                             |                                  | Maximiliano Camusso              |
| Somos Laboulaye (PD + MID)       |                                  | Diego Luis Camusso               | Córdoba                          | Laboulaye                        | Tribuno de Cuentas               | 2023                             | 2027                             |                                  | Maximiliano Camusso              |